# Pseudicius frigidus
Pseudicius frigidus là một loài nhện trong họ Salticidae.
Loài này thuộc chi Pseudicius. Pseudicius frigidus được Octavius Pickard-Cambridge miêu tả năm 1885.